# Иванова, Зинаида Михайловна
Зинаида Михайловна Иванова — передовик сельхозпроизводства, мастер машинного доения совхоза «Ударник» Бежаницкого района Псковской области. Герой Социалистического Труда (1966). Почётный гражданин Бежаницкого района.

## Биография
Зинаида Михайловна родилась 13 марта 1921 года в деревне Сапрыгино ныне Бежаницкого района Псковской области. Окончила начальную школу села Ашево. В 14-летнем возрасте поступила в совхоз «1-е Мая», где работала дояркой. В годы Великой Отечественной войны участвовала в партизанском движении на территории Новоржевского и Карамышевского районов. В марте 1944 года была ранена и направлена в тыл в город Боровичи. Залечив рану, некоторое время работала санитаркой в госпитале.
Вернувшись после войны на родину, продолжила работу в совхозе «1-е Мая». В 1961 году в Сапрыгино был построен новый животноводческий комплекс «Ударник», который был оснащён прогрессивными механизмами, среди которых были и аппараты машинного доения, так называемые «ёлочки». Ферма Сапрыгино, где она работала, стала школой передового опыта для животноводов Псковской области. Именно Зинаиде Михайловне директор совхоза и доверил освоение новой техники. В совершенстве овладев новой профессией оператора машинного доения, в 1964 году она получила 257 тонн молока, или по 2235 килограммов в среднем от каждой из 115 фуражных коров, в 1965 году — 329 тонн, или по 2930 килограммов от коровы. При этом значительно снизились себестоимость продукции и затраты труда на её производство. Задание 11-й пятилетки по валовому надою молока выполнила на 104,5 процента, получая в среднем в год от каждой коровы по 3130 килограммов молока.
Указом Президиума Верховного Совета СССР от 22 марта 1966 года «за достигнутые успехи в развитии животноводства, увеличении производства и заготовок молока и другой продукции» Ивановой Зинаиде Михайловне было присвоено звание Героя Социалистического Труда с вручением ордена Ленина и золотой медали «Серп и Молот». В 1986 году была удостоена второго ордена Ленина.
Выйдя на пенсию, Зинаида Михайловна ещё около 10 лет трудилась в совхозе. В настоящее время работникам ферм Бежаницкого района, добившихся наивысших показателей по надою молока, вручается переходящий Кубок имени Героя Социалистического Труда 3. М. Ивановой.